# Sarralbe
Sarralbe là một xã trong vùng Grand Est, thuộc tỉnh Moselle, quận Sarreguemines, tổng Sarralbe. Tọa độ địa lý của xã là 48° 59' vĩ độ bắc, 7° 1' kinh độ đông. Sarralbe nằm trên độ cao trung bình là 210 mét trên mực nước biển, có điểm thấp nhất là 206 mét và điểm cao nhất là 262 mét. Xã có diện tích 27,29 km², dân số vào thời điểm 1999 là 4538 người; mật độ dân số là 166,3 người/km².

## Thông tin nhân khẩu
| 1962  | 1968  | 1975  | 1982  | 1990  | 1999  |
| ----- | ----- | ----- | ----- | ----- | ----- |
| 4 210 | 4 366 | 4 600 | 4 553 | 4 487 | 4 538 |